# Hitelbiztosítás
Egy hitelbiztosítással, illetve törlesztési biztosítással az ügyfél és a hitelt adó bank is bebiztosítja magát, hiszen a felvett hitelt az ügyfél halála, munkanélkülivé válása esetén a biztosító fizeti ki.

## Hitelbiztosítás Magyarországon
A biztosítás a nyugati banki kultúrának köszönhetően került bevezetésre, Magyarországon többek között külföldi biztosítókon keresztül leköthető.

## Különbségek külföldön országonként
Németországban, Franciaországgal ellentétben, lakás- és bankhitelekre az ún. Warenkreditversicherung, a Vertrauensschadenversicherung, illetve a Kautionsversicherung vehető fel.
Franciaországban a hitelnek, megtévesztö módon két neve (assurance emprunteur illetve assurance crédit) van.  2014 júliusig  egy hitelbiztosítás esetén a biztosító változtatása nem volt lehetséges. Ezt az úgy nevezett Loi Hamon-törvény változtatta meg, melynek köszönhetöen a francia ügyfelek minden évben új biztosítót választhatnak. A francia pénzügyminisztérium adatai szerint, a hitelbiztosítások nagy része cégektöl kerül felvéterlre.
Angolszász területeken a hitel két formában: trade credit insurance (cégek számára), illetve payment protection insurance (privát ügyfelek számára)  érhető el.